# Міллер (округ, Арканзас)
Шаблон:StateAbbr_ 33°19′40″ пн. ш. 93°52′38″ зх. д. / 33.327777777778° пн. ш. 93.877222222222° зх. д.
Округ Міллер (англ. Miller County) — округ (графство) у штаті Арканзас. Ідентифікатор округу 05091.

## Історія
Округ утворений 1874 року.

## Демографія
За даними перепису
2000 року
загальне населення округу становило 40443 осіб, зокрема міського населення було 23521, а сільського — 16922.
Серед мешканців округу чоловіків було 19707, а жінок — 20736. В окрузі було 15637 домогосподарств, 11080 родин, які мешкали в 17727 будинках.
Середній розмір родини становив 3,02.
Віковий розподіл населення поданий у таблиці:
| Стать    | До 15 років | 15-21 | 22-29 | 30-39 | 40-49 | 50-65 | 65-85 | Понад 85 |
| -------- | ----------- | ----- | ----- | ----- | ----- | ----- | ----- | -------- |
| Чоловіки | 4665        | 2124  | 2184  | 2970  | 2783  | 2925  | 1884  | 172      |
| Жінки    | 4250        | 1963  | 2229  | 2870  | 2917  | 3256  | 2778  | 473      |

## Виноски
1. ↑  U.S. Decennial Census. United States Census Bureau. Архів оригіналу за 12 травня 2015. Процитовано 27 серпня 2015.
2. ↑  Historical Census Browser. University of Virginia Library. Архів оригіналу за 1 вересня 2019. Процитовано 27 серпня 2015.
3. ↑  Forstall, Richard L., ред. (27 березня 1995). Population of Counties by Decennial Census: 1900 to 1990. United States Census Bureau. Архів оригіналу за 24 вересня 2015. Процитовано 27 серпня 2015.
4. ↑  Census 2000 PHC-T-4. Ranking Tables for Counties: 1990 and 2000 (PDF). United States Census Bureau. 2 квітня 2001. Архів оригіналу (PDF) за 6 вересня 2019. Процитовано 27 серпня 2015.
5. ↑  State & County QuickFacts. United States Census Bureau. Архів оригіналу за 7 червня 2011. Процитовано 23 травня 2014.(англ.) Наведено за англійською вікіпедією.
6. ↑  American FactFinder. Бюро перепису населення США. Архів оригіналу за 26 лютого 2012. Процитовано 31 січня 2008.

| США | Це незавершена стаття з географії США. Ви можете допомогти проєкту, виправивши або дописавши її. |